# Qingdao Youth Football Stadium
Le Qingdao Youth Football Stadium est un stade situé dans la ville de Qingdao dans la province du Shandong en Chine. Il a une capacité de 50 000 places.
Le stade est utilisé par le club Qingdao Hainiu FC.

## Histoire
La construction du stade commence en juillet 2020 en prévision de la Coupe d'Asie des nations 2023, mais en raison de la pandémie de Covid-19 la compétition n'aura pas lieu en Chine. Il sera mis en service en 2023.
Le premier match se joue le 25 avril 2023, le club résident, le Qingdao Hainiu FC bat le Beijing Guoan 3 à 1.
En octobre 2024, l'équipe de Chine y joue un match contre l'Indonésie.